# Wojnowo
Wojnowo (Duits: Woynowo, van 1934 tot 1945 officieel Reckenwalde) is een plaats in Polen, 8 km ten noordwesten van Kargowa (Unruhstadt). Wojnowo maakt deel uit van de gemeente Kargowa in de Powiat Zielonogórski (voor 1945 Grünberg in Schlesien), woiwodschap Lubusz.

## Geschiedenis
Woynowo of Reckenwalde behoorde in de Middeleeuwen tot het koninkrijk Polen en lag aan de uiterste westgrens daarvan met Brandenburg - Neumark. 
Tot 1793 bleef Wojnowo Pools en in 1815 werd het Pruisisch, als behorend tot de provincie Posen. In 1870 werd Pruisen deel van het Duitse Rijk. In 1919 werd Posen weer daarvan afgescheiden en aan het heropgerichte Polen toegewezen, behalve enkele Duitstalige randgebieden waarin ook Wojnowo lag. Van 1921 tot 1945 was het dorp ondergebracht in de provincie Brandenburg. In 1939 had Wojnowo/Reckenwalde 181 inwoners. Wojnowo dankt zijn bekendheid aan het feit dat prins Bernhard van Lippe-Biesterfeld (1911-2004) hier op het ouderlijk bezit - in het 'Gutshaus Reckenwalde' - zijn jeugd doorbracht. In 1945 vluchtte een deel van de bevolking en later werd de rest gedeporteerd, toen de Duitse gebieden ten oosten van de nieuwe Oder-Neissegrens door Polen werden geannexeerd (zie Verdrijving van Duitsers na de Tweede Wereldoorlog). De meeste landhuizen van de grootgrondbezitters (zie Junker) vervielen of werden gesloopt, maar Wojnowo bleef gespaard. Het verviel aan de Poolse staat en de familie Lippe-Biesterfeld ontving uit handen van de Duitse Bondsrepubliek (BRD) een miljoen DM schadeloosstelling, namelijk uit de 'Wiedergutmachung'sgelden voor buitenlandse staatsburgers die door Duits toedoen in de oorlog schade hadden geleden. Ook de Poolse staat keerde een bedrag uit om deze reden. Duitse staatsburgers uit de door Polen geannexeerde gebieden vielen overigens geheel buiten deze vergoedingsregelingen (zie Verdrijving van Duitsers na de Tweede Wereldoorlog).